# Tulip

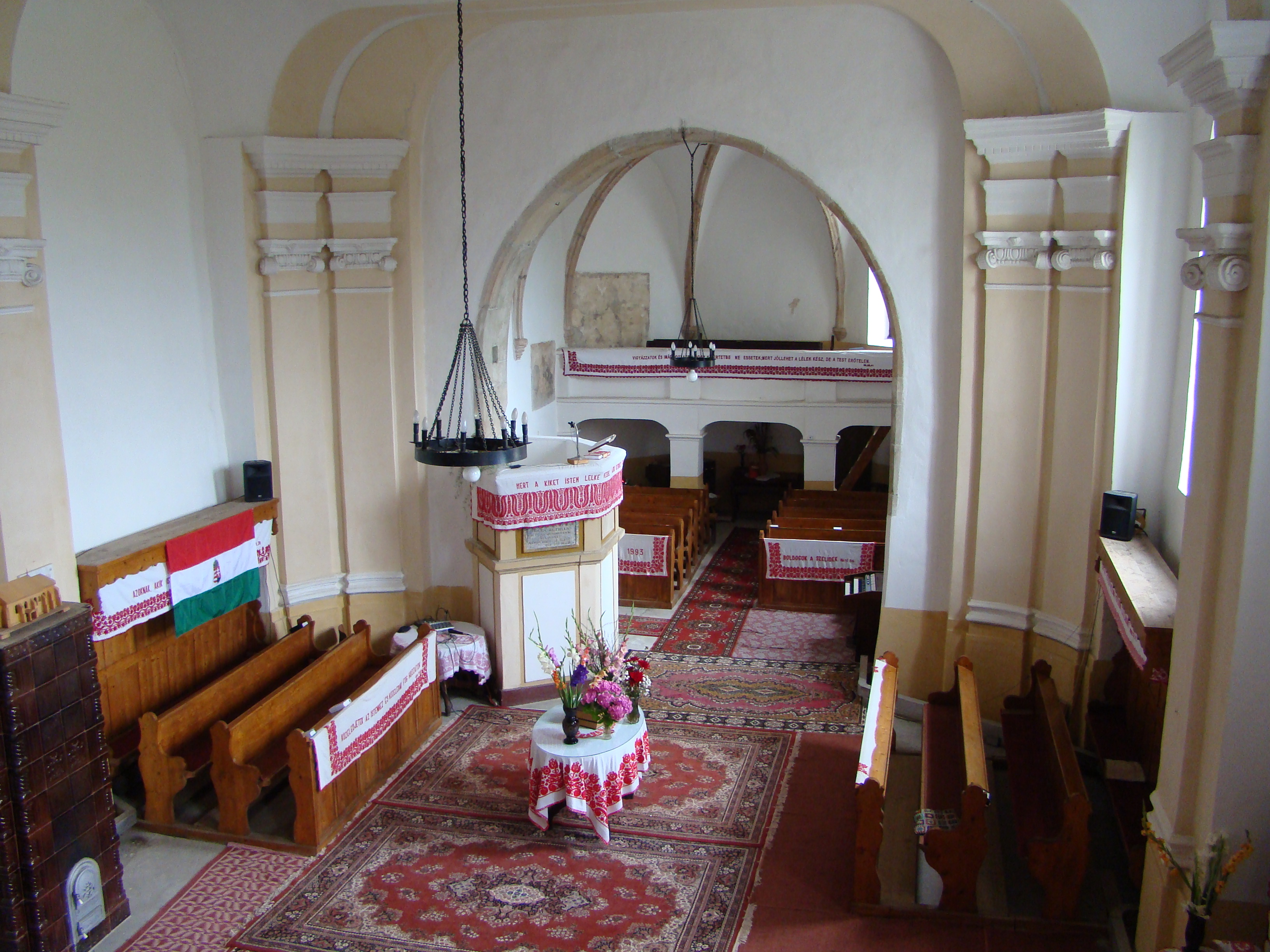
Kalvinistický kostel v osadě Reteag, Rumunsko.

TULIP (tulipán) je anglický akronym, pod kterým se skrývá pět základních bodů kalvinismu. Ty byly přijaty na Dordrechtské synodě v letech 1618–19. Byly koncipované jako odpověď na pět bodů arminiánského učení v rámci teologické diskuze o Boží milosti a o predestinaci (předurčení). Proto to není souhrn celého učení Kalvínova či kalvinismu.
1. úplná zkaženost (angl. total depravity) – V důsledku prvotního hříchu se člověk stal otrokem hříchu a kvůli své zkažené přirozenosti není schopen z vlastní vůle zatoužit po následování Boha. Všechno, co člověk v tomto stavu dělá, je proto hřích.
2. nepodmíněné vyvolení (unconditional election) – Bůh si od věčnosti vybral ty, které chce přivést k sobě. Toto vyvolení není podmíněné zásluhami nebo vírou, ale je založené výlučně na Boží milosti.
3. ohraničené smíření (limited atonement) – Kristova smrt na kříži je cenou jen za hříchy těch, nad kterými se Bůh rozhodl smilovat. Nevztahuje se stejným způsobem na celé lidstvo, ale její moc vykoupit se omezuje jen na vyvolené.
4. neodolatelná milost (irresistible grace) – Boží vyvolení překonává všechny vnější překážky i odpor konkrétního člověka. Není možné odolat vlivu Ducha Svatého.
5. zachování svatých (perseverance of saints) – Každý, kdo byl jednou vyvolen pro spasení, už nemůže být zavržen. Kdo např. odpadne od víry, buď od začátku nebyl předurčen k záchraně, nebo – pokud je vyvolený – se v budoucnosti k víře vrátí a bude spasený.